# Carolyn Suzanne Sapp
Carolyn Suzanne Sapp (Kona, 5 aprile 1967) è una modella statunitense, incoronata Miss Hawaii 1991 e Miss America 1992.
Laureatasi presso la Hawaii Pacific University, che ha anche sponsorizzato il concorso di Miss Hawaii, che ha permesso alla Sapp di partecipare a Miss America. Prima di essere incoronata Miss America 1992, la Sapp aveva già partecipato a Miss Hawaii per tre volte
Dopo il suo anno di regno, Carolyn Suzanne Sapp ha interpretato il ruolo di se stessa nel film per la televisione autobiografico Miss America: Behind the Crown, in cui vengono descritte le violenze e gli abusi subiti dal giocatore di football americano Nuu Faaola, con cui la Sapp aveva una relazione prima del concorso.